# Bérénice (princesse de Judée)
Pour les articles homonymes, voir Bérénice.

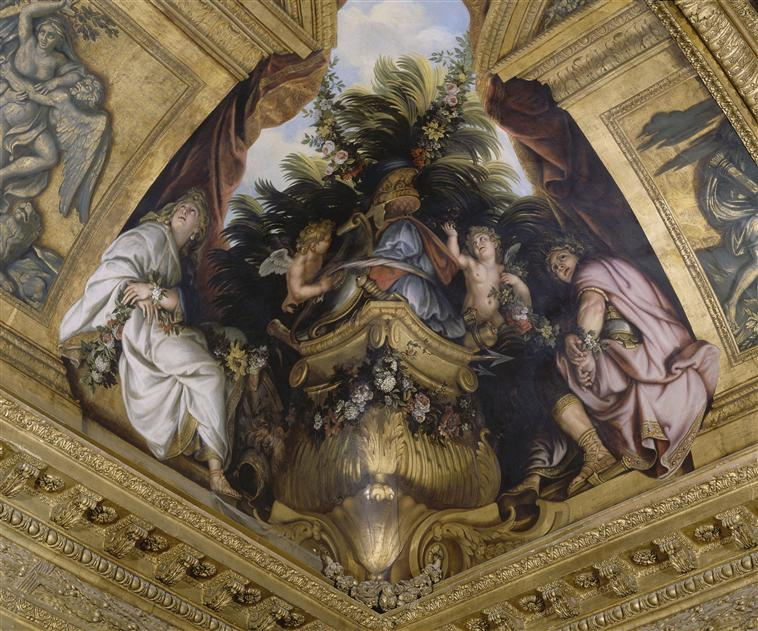
Titus et Bérénice, Salon de Vénus, Grands appartements du château de Versailles (René-Antoine Houasse, ca. 1678).

Bérénice, aussi connue comme Julia Berenice ou Bénédicte de Judée, née vers 28, est une fille du roi Agrippa Ier. Elle descend des dynasties hérodienne et hasmonéenne de Judée. Elle est mariée très jeune à Marcus Alexander, neveu du philosophe Philon d'Alexandrie et frère de Tibère Alexandre, qui sera procurateur de Judée de 46 à 48.
Après cette première union, Bérénice séjourne quelque temps à Alexandrie jusqu'à la mort de son époux Marcus. Elle est remariée encore jeune fille à son oncle Hérode, le roi de Chalcis (l'Iturée au sud-est de la Syrie romaine), dont elle a deux fils. Elle est à nouveau veuve vers 48 et se marie une troisième fois, avec Marcus Antonius Polemo II, roi client de Cilicie (sud de la Cappadoce), qu'elle quitte pour revenir à Jérusalem auprès d'Agrippa (II), son frère. À ses côtés, elle remplit les fonctions de reine, un statut qui lui est reconnu, alors qu'aucune épouse d'Agrippa n'est mentionnée dans les sources antiques.
Elle devient la maîtresse de Titus, le fils de l'empereur Vespasien, pendant qu'il commande certaines légions qui tentent d'éradiquer toute résistance en Galilée (67-68). Leur liaison se poursuit pendant que Titus écrase la révolte juive de 66 - 70. Titus rentre à Rome pour assister à son triomphe (fin 70 -début 71) et seconder son père. Bérénice le rejoint vers 75. En raison de rumeurs négatives concernant cette liaison, il la renvoie chez son frère en Galilée lorsqu'il devient empereur en 79.
Son histoire a inspiré la célèbre tragédie de Racine, la « comédie héroïque » de Corneille.

## Biographie
Bérénice descend des dynasties hérodienne et hasmonéenne, par son père Hérode Agrippa Ier et par sa mère Cypros,. Celle-ci est une fille que Phasaël frère d'Hérode le Grand a eue avec Salampsio, une des filles d'Hérode le Grand et Mariamne l'Hasmonéenne.
Elle naît vraisemblablement à Rome vers 28. Son père Agrippa est un petit-fils d'Hérode le Grand et de Mariamne l'Hasmonéenne (exécutée sur ordre de son mari en 29 av. J.-C.),. Bérénice a un frère aîné Hérode Agrippa II (né en 27) et deux sœurs plus jeunes, Mariamne (née en 34) et Drusilla (née en 38). Un de ses frères, Drusus, est mort alors qu'il n'était qu'un enfant.

### Union avec le fils de l'Alabarque Alexandre
Le 24 janvier 41, Caligula est assassiné par une conspiration de grande ampleur. Si l'on en croit Flavius Josèphe et l'historien romain Dion Cassius, Agrippa Ier, le père de Bérénice, joue un rôle non négligeable dans le choix du nouvel empereur. C'est lui qui mène une escouade de la garde prétorienne au palais à la recherche de Claude qui s'y est dissimulé par peur d'être assassiné. C'est aussi à son instigation que les prétoriens proclament Claude empereur car sans souverain, la garde perd sa raison d'être. Il se rend ensuite au Capitole où les sénateurs sont réunis en conclave et joue les intermédiaires entre ceux-ci et Claude. Il inspire à Claude une réponse à ces derniers, « conforme à la dignité de sa puissance » et il les persuade d'abandonner avec sagesse leur idée de république, faisant valoir qu'un nouvel empereur est acclamé par les prétoriens — dont il signale qu'ils encerclent la réunion — et que ceux-ci n’attendent rien d'autre que leur soutien enthousiaste. 
Cet épisode fait du nouvel Empereur un obligé de son ami d'enfance et ce dévouement lui vaut une récompense de taille : Agrippa voit ses possessions augmentées de la majeure partie de l'ancien royaume d'Archélaos — la Judée, l'Idumée et la Samarie — mais aussi la ville d'Abila dans l'Anti-Liban de telle sorte que le souverain règne désormais sur un territoire aussi vaste que celui de son grand-père Hérode le Grand.
D'après Dion Cassius, Claude octroie en outre à son ami le rang consulaire et l'autorise « à paraître au sénat et à exprimer sa gratitude en grec ». Enfin, pour marquer le statut considérable du souverain, un traité est ratifié avec le Sénat et le peuple de Rome sur le Forum, qui reprend les anciens traités d'amitié et d'alliance judéo-romaines. Agrippa y est déclaré rex amicus et socius Populi Romani — comme l'avait été son grand-père en 40 av. J.-C. — et le texte est conservé sur des tablettes de bronze au temple de Jupiter Capitolin. Pour sa part, l'oncle de Bérénice, qui sera son deuxième époux près la mort prématurée du premier, Hérode reçoit également un titre royal. Claude lui attribue la principauté de Chalcis, précédemment rattaché au royaume d'Iturée et se voit honoré à Rome du titre de préteur. 
Claude fait aussi libérer l'alabarque — ou l'arabarque — Alexander d'Alexandrie, que Caligula avait fait mettre en prison,. Il unit aussi son fils, Marcus Julius Alexander, avec Bérénice,,,, alors qu'elle n'a alors que 12 ou 13 ans. Marcus est le neveu du philosophe Philon d'Alexandrie et frère de Tibèrius Alexander, futur procurateur de Judée de 46 à 48, dont Flavius Josèphe dit qu'il n'est pas resté fidèle à la religion de ses ancêtres. Le père de l'époux de Bérénice, l'Alabarque Alexander, est un des amis très riche du père d'Agrippa Ier. Ils ont contribué ensemble à l'accession de Claude à l'Empire, et celui-ci parraine les fiançailles.
Alexander avait, en effet, été administrateur des biens d'Antonia Minor, fille du triumvir Marc Antoine et de sa première épouse Octavie, la sœur d’Auguste, avant de gérer la totalité de la fortune que Marc-Antoine avait laissée en Égypte. C'est aussi lui qui a prêté l'argent nécessaire à Agrippa, lorsque ce dernier s'était rendu à Rome, en 36,, pour défendre ses prétentions royales, alors qu'il était en difficulté et devait d'énormes sommes d'argent à plusieurs créanciers, dont le trésor impérial. Comme Agrippa, il soutient l'agitation juive provoquée par la volonté de Caligula de mettre sa statue dans les lieux de culte juifs, y compris dans le Saint des saints du Temple de Jérusalem, violant l'aniconisme judaïque dans le lieu le plus sacré de cette religion. Il devient aussi le créancier compréhensif de grosses sommes à la famille de Claude.
Le rôle joué par Claude lors des fiançailles de Bérénice avec Marcus souligne l'intérêt que le nouvel empereur porte à la communauté juive d'Alexandrie, par opposition à son prédécesseur dont seul le meurtre a empêché une guerre entre les Romains et les Juifs. Outre l'affaire de la statue, Caligula avait en effet aussi pris parti pour les Grecs d'Alexandrie contre les Juifs de la ville, y compris dans les émeutes anti-juives très sanglantes qui s'étaient déroulées à partir de l'été 38. Aussitôt arrivé au pouvoir, Claude rompt avec son prédécesseur et prend un ensemble de mesures pour calmer les tensions communautaires. La nomination d'Agrippa comme roi de Judée, en reconstituant le royaume d'Hérode le Grand participe de cette politique, même s'il s'agit avant tout de récompenser Agrippa de l'aide décisive qu'il lui a fournie pour devenir empereur. Immédiatement, « par un édit Claude rappelle les privilèges reconnus aux Juifs alexandrins. Ceux-ci pourront vivre selon leurs lois; rien ne pourra les écarter de l'observance de la Torah. » Peu après, un second édit est diffusé dans toutes les provinces de l'empire. Les privilèges accordés à la communauté d'Alexandrie sont étendus aux Juifs de la diaspora.
À la suite de ce premier mariage, Bérénice séjourne à Alexandrie jusqu'à la mort de son jeune époux. On sait peu de chose à son sujet. Les ostraca des archives de Nicanor montrent toutefois qu'il commerce dans la région de Coptos et les ports de Bérénice et Myos Hormos sur la mer Rouge, région de l'activité de ceux qui, comme son père, portent le titre d'arabarque et où exerce aussi son frère Tiberius Julius Alexander, nommé épistratège de Thébaïde à partir de 42,. Un consensus se dessine chez les historiens pour définir l'alabarque ou l'arabarque, comme un contrôleur général des douanes, de la frontière arabique ou un officier financier chargé de lever les taxes sur les transports. Les ostraca font apparaître une activité de Marcus dans la région à partir de 37 jusqu'en 43. Un reçu d'un de ses esclaves adressé à Nicanor dans la ville de Bérénice (port égyptien sur la mer Rouge), témoigne que Marcus était encore vivant à une date équivalente au 14 juillet 43.
En l'an 44, Agrippa est pris de violentes douleurs abdominales et meurt de manière inopinée après cinq jours d'agonie, à l'âge de cinquante-trois ans. Les causes précises de sa mort sont inconnues, mais dès cette époque, les bruits d'empoisonnement circulent. À la même époque, Bérénice perd aussi son mari. Elle est remariée encore jeune fille à son oncle Hérode, le roi de Chalcis (au sud de la Syrie), dont elle a deux fils, Bérénicien et Hyrcan. Lorsque leur père Agrippa se meurt à Césarée (vers 43 ou 44), les effigies de Bérénice et de ses sœurs Drusilla et Mariamne sont la cible de la risée et de la vindicte des habitants grecs de Césarée et samaritains de Sébaste dont les plus audacieux enlèvent les statues des jardins royaux pour leur faire subir des outrages dans des lupanars,.

### «Reine» aux côtés de son frère

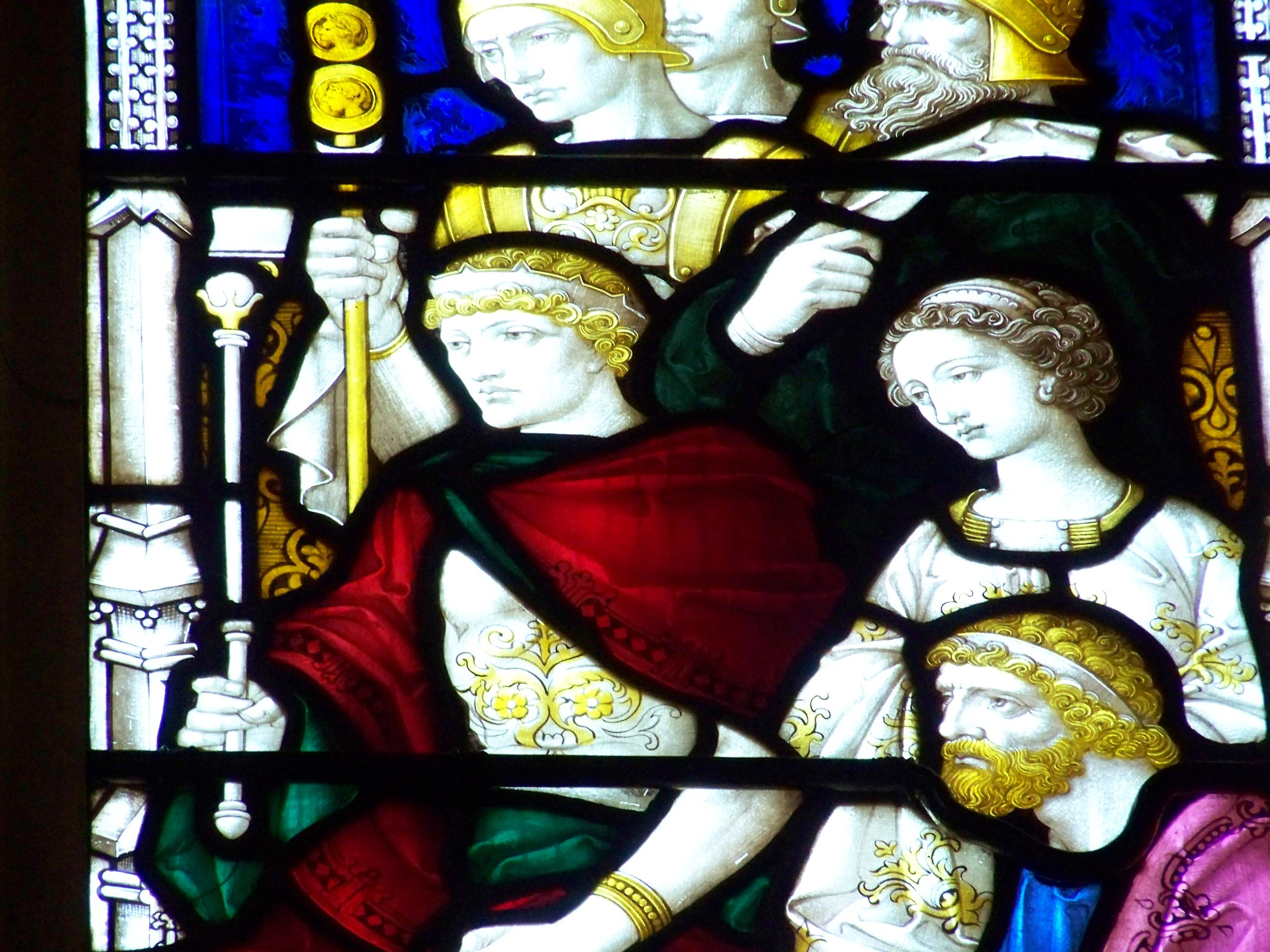
Bérénice représentée avec son frère au cours du procès de Saint-Paul ; vitrail de la cathédrale Saint Paul, à Melbourne.

Hérode de Chalcis meurt vers 48 ou 50 et Bérénice est à nouveau veuve à l'âge d'environ 22 ans. L'empereur Claude nomme alors son frère Agrippa II comme roi à la place du défunt mari de Bérénice qui était aussi leur oncle. Agrippa reçoit de plus l'administration du Temple de Jérusalem.
Bérénice reste alors aux côtés de son frère pour y jouer le rôle de reine, représentant ainsi une sorte de continuité. On ne sait rien de l'épouse d'Agrippa II, pendant tout son règne c'est Bérénice qui est présentée comme reine à son côté. À cause des rumeurs d'inceste avec son frère qui circulent à son sujet, elle propose à Marcus Antonius Polemo II, roi client de Cilicie (au sud de la Cappadoce), de l'épouser. Polémon accepte car Bérénice a le statut de reine et surtout, d'après Flavius Josèphe, parce qu'elle est très riche. Des deux côtés, il ne s'agit que d'une alliance pour accroître leur pouvoir. Polémon fait toutefois une concession de taille, il se convertit au judaïsme et se fait circoncire. Mais très vite, elle l'abandonne ou en divorce pour revenir à Jérusalem « par légèreté dit-on » précise Flavius Josèphe.
En 55 qui suit son accession au trône, Néron procède à des redistributions de territoires. L'empereur reprend à Hérode Agrippa II le royaume de Chalcis et le donne à Aristobule de Chalcis, qui devient donc roi de Chalcis (l'Iturée) comme l'avait été son père. Hérode Agrippa II demeure roi et reçoit en échange les territoires de l'ancienne tétrarchie de Philippe augmentés de la Pérée et une partie de la Galilée.
Au moment où sa sœur aînée Bérénice quitte son mari Polémon, sa sœur « Mariamne, après avoir quitté Archelaüs, s'unit à Démétrius, le premier des Juifs d'Alexandrie par la naissance et la fortune, qui était alors Alabarque » de la ville.
Pour Christian-Georges Schwentzel, « tous ces mariages résultent d'une même stratégie matrimoniale d'ensemble qui consiste à trouver l'époux le plus riche et le plus puissant. Selon Flavius Josèphe, les trois sœurs d'Agrippa II auraient sans cesse été en concurrence et Bérénice aurait été particulièrement jalouse de Drusilla lors de l'union de celle-ci avec Félix. »

### Le rôle de Bérénice, nouvelle Judith
Bérénice joue un rôle important dans la propagande d'Agrippa II. Elle semble jouir d'une certaine popularité que son frère ne manque pas d'exploiter à son profit, surtout que lui semble plutôt méprisé de ses compatriotes. Bérénice accompagne son frère dans ses déplacements importants. « Elle fait son entrée en grande pompe dans la salle d'audience où elle siège aux côtés d'Agrippa II, lors de la comparution de Paul de Tarse à Césarée, en 60. Après le procès, elle participe à la délibération entre le roi et le gouverneur Festus,. »
Une inscription en latin de Béryte (Beyrouth) rappelle le rôle de Bérénice aux côtés de son frère dans la rénovation et l'embellissement de la ville de Syrie romaine. Bérénice joue également le rôle d'évergète à Athènes, poursuivant ainsi une tradition qui remonte à son arrière-grand-père Hérode le Grand. Son « dévouement » lui vaut l'érection d'une statue par décision du « Conseil de l'Aréopage, la Boulé des six-cents et le peuple » d'Athènes, comme le révèle la dédicace gravée sur la base de la sculpture.
« Cependant, le rôle de Bérénice ne se limite pas à de la figuration aux côtés de son frère, ni à un évergétisme traditionnel. Selon Flavius Josèphe, elle intervient au péril de sa vie auprès du procurateur de Judée, Gessius Florus, » lors de la répression qui va être le déclencheur de la révolte (66). Elle envoie d'abord ses officiers supplier Florus de mettre un terme à la répression. Puis, devant l'échec de la démarche, après une nuit sans sommeil, elle vient elle-même devant le tribunal du procurateur, pieds nus comme une suppliante, en risquant sa vie car les soldats romains ne ralentissent en rien leur action du fait de sa présence, mais rien n'y fait.
Pour Christian-Georges Schwentzel, « il serait naïf d'expliquer l'intervention de la reine par une réelle piété et un attachement sincère à la Torah. La reine entend surtout incarner la parfaite héroïne juive qui n'a de cesse de prendre la défense de son peuple. Le personnage dont elle joue le rôle correspond à un type féminin popularisé par les livres d'Esther et de Judith ».
Après la reconquête de la Galilée par les Romains, elle protège Juste de Tibériade dont Vespasien réclame l'exécution, pour son engagement aux côtés des révoltés juifs. Elle obtient alors de son frère Agrippa II que celui-ci en fasse son secrétaire pour le mettre à l'abri. Agrippa s'en séparera peu après.

### Titus et Bérénice

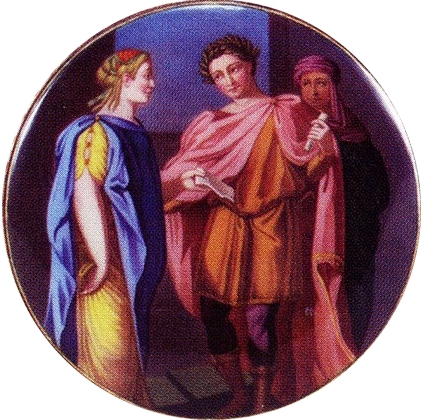
Titus et Bérénice, 1815 (auteur inconnu).

La liaison entre le futur empereur Titus et la reine Bérénice, universellement connue grâce à la tragédie de Racine (Bérénice, 1670) et à la « comédie héroïque » de Corneille (Tite et Bérénice, 1670), n'est évoquée que très rapidement par trois historiens antiques : Tacite (Histoires II.2), Suétone (Titus, 7, 1) et l'historien tardif Dion Cassius (Histoire Romaine, LXVI, 15). Juvénal en parle aussi dans ses Satires (Satires, VI). « Flavius Josèphe n'en dit rien, car proche d'Agrippa II et de sa sœur, il ne veut pas rappeler à celle-ci un souvenir particulièrement humiliant. » De plus Flavius Josèphe a besoin de l'imprimatur de Titus puis de son frère l'empereur Domitien pour pouvoir publier.
Cette relation dura plus de dix ans, de 68 à 79, avec une période de séparation d'au moins quatre ans (71 à 75).
Pendant « l'année des trois empereurs (68) » (Galba, Othon, Vitellius), Vespasien envoie son fils à Rome pour y saluer Galba le nouvel empereur qui vient de succéder à Néron. En route pour Alexandrie, Titus apprend que Galba vient d'être assassiné par Othon. Il décide alors de rebrousser chemin, la désignation d'Othon remettant en cause sa mission. Titus veut s'entretenir de la situation nouvelle avec son père. Il lui paraît hasardeux de poursuivre son voyage vers Rome, il craint qu'Othon ne le retienne prisonnier. Après cet exposé, Tacite ajoute: « certains racontent qu'il rebroussa chemin à cause de son désir de revoir la reine Bérénice. » La relation existe donc depuis au moins 68. Elle a probablement commencé pendant la campagne de Vespasien en Galilée (67-68), à laquelle Agrippa II participe à la tête de troupes auxiliaires. Titus est alors veuf et âgé de 29 ans, tandis que Bérénice en a 40.
Le 1er juillet 69, le préfet d'Égypte Tibère Alexandre — ex beau-frère de Bérénice, qui avait été procurateur de Judée de 46 à 48 — fait jurer fidélité à Vespasien par ses légions. Selon Tacite, Bérénice fait alors de riches cadeaux à Vespasien. Le vieil empereur aurait lui-même succombé au charme de la reine décrite comme « à la fleur de l'âge et de la beauté », pour une Bérénice probablement encore très belle à quarante-deux ans.
Tandis que Vespasien attend à Alexandrie, le gouverneur de Syrie Mucien marche sur Rome et fait proclamer Vespasien empereur le 20 décembre 69. Vespasien administre l'Empire depuis Alexandrie, laisse Titus à la tête de ses légions, en lui adjoignant Tiberius Alexander et attend la chute de Jérusalem pour rentrer à Rome. Le 29 août 70, le Temple de Jérusalem est livré aux flammes, et la Judée perd ce qui lui restait d'autonomie.
Titus rentre à Rome pour assister à son triomphe (fin 70 ou début 71). À partir des écrits de Dion Cassius, on apprend que Bérénice n'a pas suivi son amant à Rome. Elle ne vient le retrouver que quelques années plus tard en 75, à la faveur d'un voyage de son frère. Cela donnait probablement à sa visite le caractère d'un voyage officiel, mais à l'issue du voyage elle s'installe au palais où elle vit maritalement avec Titus.
Depuis 71, Titus est associé au pouvoir par Vespasien qui l'a désigné comme héritier de la couronne impériale. Bérénice est alors au sommet de sa puissance, mais en l'absence de mariage avec le prince sa position demeure fragile. Selon Dion Cassius, « elle attendait qu'il l'épouse et se comportait en toutes occasions comme si elle avait été sa femme ». Suetone parle de la « célèbre passion » de Titus pour Bérénice « à laquelle, dit-on, il avait même promis le mariage ».
En 79, quand Titus devient empereur après la mort de son père, il demande à Bérénice de quitter Rome et elle retourne en Galilée. Suétone et Dion Cassius donnent la raison de cette rupture : Titus se rend compte que de nombreux romains sont opposés à son union avec Bérénice,. Il renvoie Bérénice, « malgré lui, malgré elle » — invitus invitam, écrit Suétone. Cette phrase est à l'origine des tragédies de Corneille et de Racine. 
Virginie Girod est beaucoup plus prudente concernant cette liaison. Selon elle, si Bérénice est reçue avec les égards dus à son rang, elle demeure une étrangère à Rome et il est difficile de déterminer avec certitude si les deux souverains se sont aimés. Les Flaviens savaient parfaitement qu’une telle union aurait porté un coup fatal à leurs efforts pour consolider leur dynastie et ne pouvaient que la renvoyer.
Titus meurt après seulement deux ans de règne, en septembre 81, sans avoir voulu revoir sa maîtresse.

### Fin de vie
« Bérénice meurt à une date inconnue, vraisemblablement dans le palais de son frère. » Agrippa II disparaît en 101 ap. J.-C., troisième année du règne de Trajan selon Photios Ier de Constantinople qui cite Juste de Tibériade,. L'épitaphe d'un soldat découverte dans le Hauran confirme qu'Agrippa est mort sous Trajan.

## Julia Crispina, petite-fille de Bérénice?
Il n'existe plus d'information au sujet de Bérénice ou de sa progéniture dans la littérature antique après la mention de Dion Cassius en 79. Toutefois, certains chercheurs estiment qu'une femme nommée Julia Crispina (Julia Brnyakianos Krisfina), mentionnée dans les papyrus en grec découverts en Égypte et en Israël, pourrait être sa petite-fille. Julia Crispina est notamment citée dans des documents découverts par Yigaël Yadin, issus probablement des archives de Babatha trouvées dans la Grotte aux lettres. Julia Bérénice est le même nom que celui de Bérénice. Brnyakianos renvoie à Berenicianus (Bérénicien), un des deux fils que Bérénice a eus avec Hérode de Chalcis. On dispose de manuscrits documentaires qui montrent qu'une Julia Crispina vivait en Égypte en 133. C'est en 132-133, au début des hostilités de la Révolte de bar Kokhba, que Julia Crispina semble être venue se réfugier en Égypte. Dans les archives de Babatha, Julia Crispina est désignée pour superviser les neveux orphelins du second époux défunt de Babatha appelé « Yehoudah (Judas) ben Eleazar connu comme Khtousion ». Julia a représenté en 130-131 les orphelins et leurs tuteurs dans un procès civil contre Babatha. Dans cette affaire, Julia Crispina n'agit pas en tant que tuteur (epitropos), fonction interdite aux femmes tant au regard des lois juives que des lois romaines, mais en tant que superviseur (episkopos).
L'identification de Julia Crispina comme une descendante de Bérénice est toutefois contestée. Simon Claude Mimouni estime qu'elle est la fille de Gaius Julius Alexander Berenicianus consul en 116, lui aussi descendant de la dynastie hérodienne.

## Arbre généalogique
|                   |                   |                   |                   |                                                   |                                                   | Hérode le Grand                                   | Hérode le Grand                                   | Hérode le Grand                                   | Hérode le Grand                                   | Hérode le Grand    | Hérode le Grand    |                    |                    |               |               |                      |                      | Mariamne l'Hasmonéenne | Mariamne l'Hasmonéenne | Mariamne l'Hasmonéenne | Mariamne l'Hasmonéenne | Mariamne l'Hasmonéenne | Mariamne l'Hasmonéenne |           |           |          |          |          |          |  |  |           |           |           |           |           |           |  |  |  |  |  |  |  |  |  |  |  |  |  |  |  |  |  |  |  |  |
|                   |                   |                   |                   |                                                   |                                                   | Hérode le Grand                                   | Hérode le Grand                                   | Hérode le Grand                                   | Hérode le Grand                                   | Hérode le Grand    | Hérode le Grand    |                    |                    |               |               |                      |                      | Mariamne l'Hasmonéenne | Mariamne l'Hasmonéenne | Mariamne l'Hasmonéenne | Mariamne l'Hasmonéenne | Mariamne l'Hasmonéenne | Mariamne l'Hasmonéenne |           |           |          |          |          |          |  |  |           |           |           |           |           |           |  |  |  |  |  |  |  |  |  |  |  |  |  |  |  |  |  |  |  |  |
|                   |                   |                   |                   |                                                   |                                                   |                                                   |                                                   |                                                   |                                                   |                    |                    |                    |                    |               |               |                      |                      |                        |                        |                        |                        |                        |                        |           |           |          |          |          |          |  |  |           |           |           |           |           |           |  |  |  |  |  |  |  |  |  |  |  |  |  |  |  |  |  |  |  |  |
|                   |                   |                   |                   |                                                   |                                                   |                                                   |                                                   |                                                   |                                                   |                    |                    |                    |                    |               |               |                      |                      |                        |                        |                        |                        |                        |                        |           |           |          |          |          |          |  |  |           |           |           |           |           |           |  |  |  |  |  |  |  |  |  |  |  |  |  |  |  |  |  |  |  |  |
|                   |                   |                   |                   | Bérénice, fille de Salomé, sœur d'Hérode le Grand | Bérénice, fille de Salomé, sœur d'Hérode le Grand | Bérénice, fille de Salomé, sœur d'Hérode le Grand | Bérénice, fille de Salomé, sœur d'Hérode le Grand | Bérénice, fille de Salomé, sœur d'Hérode le Grand | Bérénice, fille de Salomé, sœur d'Hérode le Grand |                    |                    | Aristobule IV      | Aristobule IV      | Aristobule IV | Aristobule IV | Aristobule IV        | Aristobule IV        |                        |                        | Alexandre              | Alexandre              | Alexandre              | Alexandre              | Alexandre | Alexandre |          |          |          |          |  |  |           |           |           |           |           |           |  |  |  |  |  |  |  |  |  |  |  |  |  |  |  |  |  |  |  |  |
|                   |                   |                   |                   | Bérénice, fille de Salomé, sœur d'Hérode le Grand | Bérénice, fille de Salomé, sœur d'Hérode le Grand | Bérénice, fille de Salomé, sœur d'Hérode le Grand | Bérénice, fille de Salomé, sœur d'Hérode le Grand | Bérénice, fille de Salomé, sœur d'Hérode le Grand | Bérénice, fille de Salomé, sœur d'Hérode le Grand |                    |                    | Aristobule IV      | Aristobule IV      | Aristobule IV | Aristobule IV | Aristobule IV        | Aristobule IV        |                        |                        | Alexandre              | Alexandre              | Alexandre              | Alexandre              | Alexandre | Alexandre |          |          |          |          |  |  |           |           |           |           |           |           |  |  |  |  |  |  |  |  |  |  |  |  |  |  |  |  |  |  |  |  |
|                   |                   |                   |                   |                                                   |                                                   |                                                   |                                                   |                                                   |                                                   |                    |                    |                    |                    |               |               |                      |                      |                        |                        |                        |                        |                        |                        |           |           |          |          |          |          |  |  |           |           |           |           |           |           |  |  |  |  |  |  |  |  |  |  |  |  |  |  |  |  |  |  |  |  |
|                   |                   |                   |                   |                                                   |                                                   |                                                   |                                                   |                                                   |                                                   |                    |                    |                    |                    |               |               |                      |                      |                        |                        |                        |                        |                        |                        |           |           |          |          |          |          |  |  |           |           |           |           |           |           |  |  |  |  |  |  |  |  |  |  |  |  |  |  |  |  |  |  |  |  |
|                   |                   |                   |                   |                                                   |                                                   |                                                   |                                                   | Hérode Agrippa Ier                                | Hérode Agrippa Ier                                | Hérode Agrippa Ier | Hérode Agrippa Ier | Hérode Agrippa Ier | Hérode Agrippa Ier |               |               | Aristobule le Mineur | Aristobule le Mineur | Aristobule le Mineur   | Aristobule le Mineur   | Aristobule le Mineur   | Aristobule le Mineur   |                        |                        | Mariamne  | Mariamne  | Mariamne | Mariamne | Mariamne | Mariamne |  |  | Hérodiade | Hérodiade | Hérodiade | Hérodiade | Hérodiade | Hérodiade |  |  |  |  |  |  |  |  |  |  |  |  |  |  |  |  |  |  |  |  |
|                   |                   |                   |                   |                                                   |                                                   |                                                   |                                                   | Hérode Agrippa Ier                                | Hérode Agrippa Ier                                | Hérode Agrippa Ier | Hérode Agrippa Ier | Hérode Agrippa Ier | Hérode Agrippa Ier |               |               | Aristobule le Mineur | Aristobule le Mineur | Aristobule le Mineur   | Aristobule le Mineur   | Aristobule le Mineur   | Aristobule le Mineur   |                        |                        | Mariamne  | Mariamne  | Mariamne | Mariamne | Mariamne | Mariamne |  |  | Hérodiade | Hérodiade | Hérodiade | Hérodiade | Hérodiade | Hérodiade |  |  |  |  |  |  |  |  |  |  |  |  |  |  |  |  |  |  |  |  |
|                   |                   |                   |                   |                                                   |                                                   |                                                   |                                                   |                                                   |                                                   |                    |                    |                    |                    |               |               |                      |                      |                        |                        |                        |                        |                        |                        |           |           |          |          |          |          |  |  |           |           |           |           |           |           |  |  |  |  |  |  |  |  |  |  |  |  |  |  |  |  |  |  |  |  |
| Hérode de Chalcis | Hérode de Chalcis | Hérode de Chalcis | Hérode de Chalcis | Hérode de Chalcis                                 | Hérode de Chalcis                                 |                                                   |                                                   | Bérénice                                          | Bérénice                                          | Bérénice           | Bérénice           | Bérénice           | Bérénice           |               |               | Hérode Agrippa II    | Hérode Agrippa II    | Hérode Agrippa II      | Hérode Agrippa II      | Hérode Agrippa II      | Hérode Agrippa II      |                        |                        | Mariamne  | Mariamne  | Mariamne | Mariamne | Mariamne | Mariamne |  |  | Drusilla  | Drusilla  | Drusilla  | Drusilla  | Drusilla  | Drusilla  |  |  |  |  |  |  |  |  |  |  |  |  |  |  |  |  |  |  |  |  |
| Hérode de Chalcis | Hérode de Chalcis | Hérode de Chalcis | Hérode de Chalcis | Hérode de Chalcis                                 | Hérode de Chalcis                                 |                                                   |                                                   | Bérénice                                          | Bérénice                                          | Bérénice           | Bérénice           | Bérénice           | Bérénice           |               |               | Hérode Agrippa II    | Hérode Agrippa II    | Hérode Agrippa II      | Hérode Agrippa II      | Hérode Agrippa II      | Hérode Agrippa II      |                        |                        | Mariamne  | Mariamne  | Mariamne | Mariamne | Mariamne | Mariamne |  |  | Drusilla  | Drusilla  | Drusilla  | Drusilla  | Drusilla  | Drusilla  |  |  |  |  |  |  |  |  |  |  |  |  |  |  |  |  |  |  |  |  |
|                   |                   |                   |                   |                                                   |                                                   |                                                   |                                                   |                                                   |                                                   |                    |                    |                    |                    |               |               |                      |                      |                        |                        |                        |                        |                        |                        |           |           |          |          |          |          |  |  |           |           |           |           |           |           |  |  |  |  |  |  |  |  |  |  |  |  |  |  |  |  |  |  |  |  |
|                   |                   |                   |                   |                                                   |                                                   |                                                   |                                                   |                                                   |                                                   |                    |                    |                    |                    |               |               |                      |                      |                        |                        |                        |                        |                        |                        |           |           |          |          |          |          |  |  |           |           |           |           |           |           |  |  |  |  |  |  |  |  |  |  |  |  |  |  |  |  |  |  |  |  |
| Bérénicien        | Bérénicien        | Bérénicien        | Bérénicien        | Bérénicien                                        | Bérénicien                                        |                                                   |                                                   | Hyrcan                                            | Hyrcan                                            | Hyrcan             | Hyrcan             | Hyrcan             | Hyrcan             |               |               |                      |                      |                        |                        |                        |                        |                        |                        |           |           |          |          |          |          |  |  |           |           |           |           |           |           |  |  |  |  |  |  |  |  |  |  |  |  |  |  |  |  |  |  |  |  |

- L'ordre des enfants d'Aristobule IV et Bérénice fille de Salomé, sœur d'Hérode le Grand est arbitraire.
- Bérénice et Hérode Agrippa II sont permutés pour la commodité de la représentation.
- Seul le deuxième mariage de Bérénice avec son oncle Hérode de Chalcis est représenté.

## Bérénice dans les arts
À partir du XVIIe siècle jusqu'à l'époque contemporaine, il y a une longue tradition d'œuvres d'art (romans, drames, opéras, etc.) consacrées à Bérénice et sa liaison avec l'empereur romain Titus, notamment :

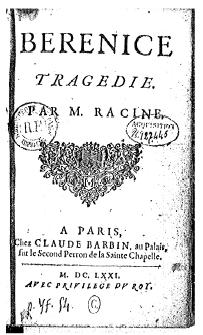
Couverture de Bérénice de Jean Racine datant de 1671.

- Lettres de Bérénice à Titus (1642), un roman français par Madeleine de Scudéry
- Bérénice (1648–50), un roman français par Jean Regnault de Segrais
- Tite (1660), un drame français par Jean Magnon
- Il Tito (1666)), un opéra italien par Antonio Cesti (mus.) et Nicola Beregani (livret)
- Bérénice (1670), drame de Jean Racine
- Tite et Bérénice (1670), comédie héroïque de Pierre Corneille
- Titus and Berenice (1676), un drame anglais de Thomas Otway
- Tito e Berenice (en) (1714), un opéra italien par Antonio Caldara (mus.) et Carlo Sigismondo Capece (livret)
- Berenice (1725), un opéra italien par Giuseppe Maria Orlandini (mus.) et Benedetto Pasqualigo (livret). Aussi mis en musique par Niccolò Vito Piccinni (1766)
- Tito e Berenice (1776), un opéra italien par Raimondo Mei (mus.) et Carlo Giuseppe Lanfranchi-Rossi (livret)
- Tito e Berenice (1782), un ballet de Paolino Franchi (chor.)
- Tito; o, La partenza di Berenice (1790), un ballet de Domenico Maria Gaspero Angiolini (mus. et chor.)
- La clémence de Titus, Wolfgang Amadeus Mozart, 1791
- Tito e Berenice (1793), un opéra italien de Sebastiano Nasolini (mus.) et Giuseppe Maria Foppa (livret)
- Tito che abbandona Berenice (1828), une peinture de Giuseppe Bezzuoli
- Titus et Bérénice (1860), un opéra de Leon-Gustave-Cyprien Gastinel (mus.) et Edouard Fournier (livret)
- Berenice (1890), un roman allemand de Heinrich Vollrat Schumacher (de)
- Le Jardin de Bérénice (1891) de Maurice Barrès[68]
- Prologue à Bérénice (1893) de Noël et Paté[68]
- Cross Triumphant, The (1898), un roman de fiction historique de Florence M. Kingsley
- Bérénice de Judée (1898), paru sous le pseudonyme Jacques Soldanelle[68], puis, en 1906, sous celui de J.-H. Rosny aîné[69]. Réédition en 2014[70].
- Bérénice (en) (1909), un opéra français d'Albéric Magnard (mus. et livret)[68]
- Titus und die Jüdin (1911), un drame allemand de Hans Kyser
- Lost Diaries: From the Diary of Emperor Titus (1913), un roman anglais de Maurice Baring
- Bérénice, l’Hérodienne (1919), une comédie héroïque d'Albert du Bois[68]
- Bérénice (1920), musique de scène par Marcel Samuel-Rousseau
- Berenice (1922), un drame anglais de John Masefield
- Der Judische Krieg (1932), Feuchtwanger[68]
- Bérénice (1934), une parodie française de Noël Ouden
- La Reine de Césarée (1938/1957), un drame français de Robert Brasillach[68]
- Bérénice, une femme et un roi (1941) de Julien Luchaire[68]
- Aurélien (1944) de Louis Aragon[68]
- Berinikah (1945), un drame hébreu de Eisig Silberschlag et Carl de Haas
- Dans un mois, dans un an (1957) de Françoise Sagan[68]
- Berenice, Princess of Judea (1959), un roman anglais de Leon Kolb
- Mission to Claudies (1963), un roman anglais de Leon Kolb
- Agrippa’s Daughter (1964), un roman anglais de Howard Melvin Fast
- La Pourpre de Judée ou les Délices du genre humain (1967), un roman de Maurice Clavel[68]
- Bérénice d'Egypte (1968) d'Andrée Chédid[68]
- Bérénice (1968), un téléfilm français de Pierre-Alain Jolivet
- Tito y Berenice (1970), un drame espagnol de René Marquès
- Césarée (1979), un court métrage de Duras.
- Bérénice (1983), un téléfilm français de Raoul Ruiz
- Titus et Bérénice est une chanson de Bénabar, d'abord chantée en duo avec Amylie (2012), puis chantée en duo avec Isabelle Nanty dans une version acoustique (2014), dans les bonus de l'album "Inspiré de faits réels"
- Titus n'aimait pas Bérénice (2015), un roman de Nathalie Azoulai